# イエル島

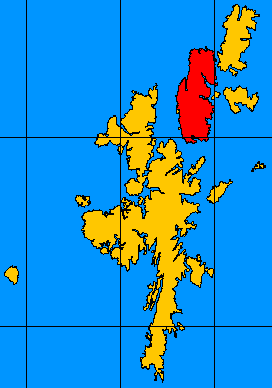
イエル島の位置

イエル島 （Yell、古ノルド語:Jala）は、スコットランド、シェトランド諸島の島。人口は957人（2001年）。岩床は広範囲に、カレドニア造山運動から生じた結晶片岩から構成されている。泥炭（ピート）が島の2/3を覆っている（平均で厚さ1.5m）。Yellとは、ピクト語か古ノルド語が語源とされ、不毛を意味している。
新石器時代から人が定住していた。ノース人がやってくる前からと見られるブロッホ（en、古代要塞跡）が数カ所ある。ノース人の支配は9世紀から始まり、14世紀になるまでスコットランド王国の支配は及ばなかった。シェトランドにおけるハンザ同盟との交易の中継地であった。現在の主産業は、小規模農業、漁業、観光、輸送業である。多種多様な野生動植物が豊富で、『ヨーロッパカワウソのイギリスにおける中心地』とされている。